# Grande carestia irlandese del 1740-1741
La carestia irlandese del 1740-41 fu forse di grandezza paragonabile alla più nota Grande carestia del 1845-49. La carestia del diciottesimo secolo fu chiamata anch'essa all'epoca 'Grande carestia'. A differenza di quella della successiva, che ebbe causa nell'infezione del fungo peronospora che sterminò il raccolto delle patate, la carestia del 1740-41 fu dovuta a cattivo tempo fuori stagione per una serie di anni consecutivi che portò a raccolti estremamente poveri.
Non ci sono informazioni disponibili sul numero di morti causati dalla carestia, in quanto le informazioni demografiche dell'epoca non sono disponibili per mancanza di censimenti nel diciottesimo secolo e la mancanza di archivi della Chiesa cattolica, a causa delle Leggi penali introdotte dagli inglesi in Irlanda nel 1695. Anche il calcolo della mortalità della carestia delle patate ha presentato delle difficoltà, malgrado i risultati dei censimenti del 1848 e 1851. Tuttavia lo storico irlandese Joe Lee ha speculato dai dati contemporanei, e da informazioni su altre carestie dell'epoca, che la mortalità del 1740-41 fu simile a quella del secolo successivo, cioè morì un decimo della popolazione.
L'anno 1741, durante il quale la carestia imperversava e la mortalità era maggiore, è conosciuto nella memoria popolare come l'"anno del massacro" ('bliain an áir' in irlandese).